# سونسبک
سونسبک (به آلمانی: Sonsbeck) یک شهر در آلمان است که در Wesel واقع شده‌است. سونسبک ۸٬۶۸۶ نفر جمعیت دارد.

## خواهرخوانده
شهر ساندویچ، کنت خواهرخواندهٔ سونسبک هست.